# 第5步兵旅 (以色列)
第5沙龍步兵旅（希伯來語：חטיבה 5，前身為第17吉瓦提旅）是以色列国防军的後備步兵部隊。該旅於1947年11月成立，當時名為吉瓦提旅，並於1956年轉為預備役。此後，該旅仍活躍於以軍的軍事行動，如2002年的傑寧戰役。